# Katti Anker Møller
Katti Anker Møller (23 octobre 1868 - 20 août 1945) était une féministe norvégienne, avocate des droits des enfants, et une pionnière des droits de la reproduction. Elle est passée à la postérité sous le nom d'avocate des mères.
Née Cathrine Anker à Hamar, elle est la fille de Herman Anker. Elle a eu neuf frères et sœurs et a été élevée dans l'environnement de la première folkehøyskole à Sagatun (Hamar), fondée par son père. Elle a reçu une formation d'enseignante et elle a passé une année en France, où son exposition à la vie des prostituées et des mères seules l'a profondément affectée. Sa mère mourut à 50 ans, apparemment fatiguée de ses nombreuses grossesses.
En 1889, elle se maria avec son cousin Kai Møller de Thorsø à Torsnes (qui fait maintenant partie de Fredrikstad) et avec qui elle a eu trois enfants. Møller s'intéressa rapidement aux dangers d'avoir trop d'enfants et la situation des femmes non mariées et leur enfant. Sa méthode était de voyager et former lors de réunions locales, ce qui était une approche révolutionnaire pour une femme de son époque.
En collaboration avec son beau-frère Johan Castberg, elle a travaillé dur pour légiférer sur les droits des enfants illégitimes. Son travail s'est terminé par l'instauration de les lois Castberg en faveur des enfants (Castbergske barnelover) votée par le parlement norvégien en 1915. À cette époque, ces lois étaient révolutionnaires en donnant aux enfants illégitimes le droit à l'héritage et le droit d'utiliser le nom de leur père.
Ensuite elle a été active sur la décriminalisation de l'avortement, une idée qu'elle a présentée dans une conférence intitulée la libération de la maternité qui a rencontré une vive opposition, également de la part de femmes.
Elle ne fut pas dissuadée, continua ses efforts, et ajouta la contraception à ses causes. Malgré l'opposition de leaders d'opinion tels que Sigrid Undset, elle réussit à installer le premier « bureau d'hygiène » à Oslo (Mødrehygienekontor) pour informer les femmes sur la contraception.

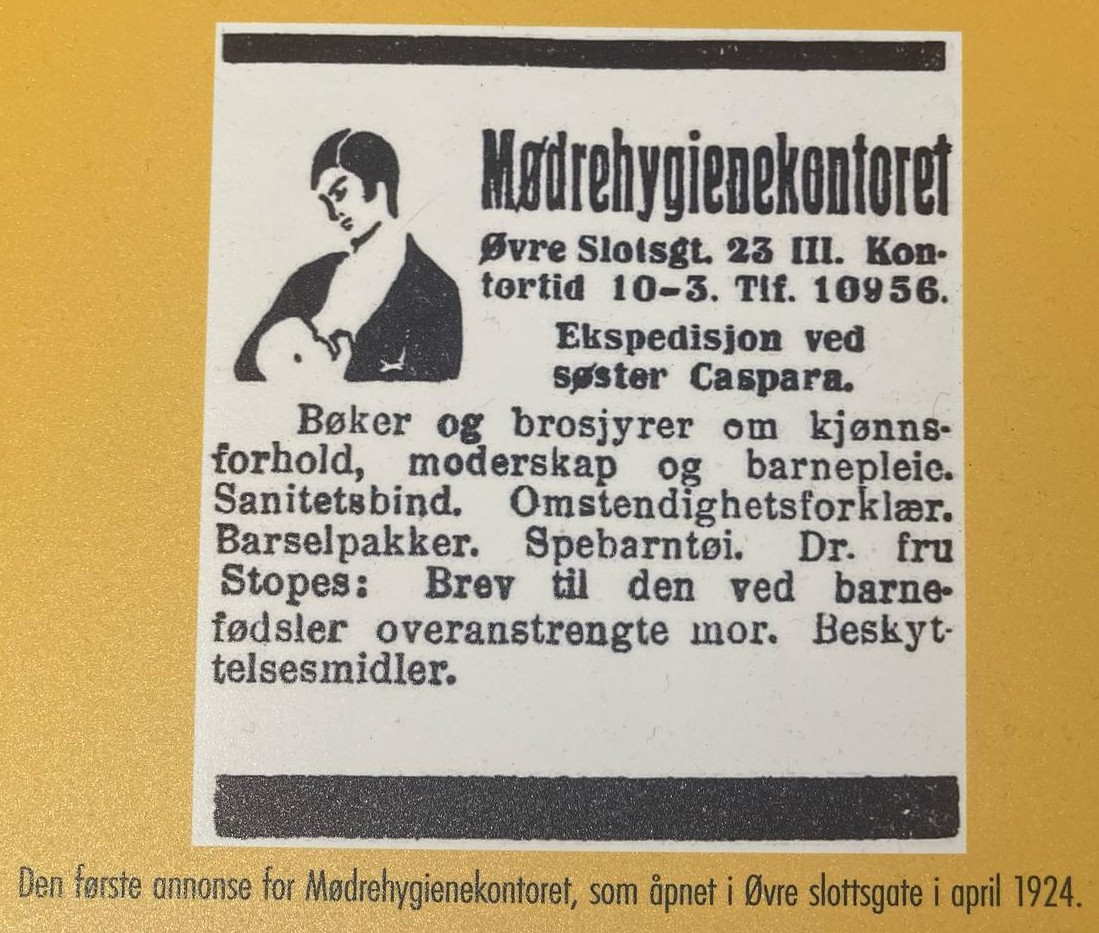
La première annonce pour le Mødrehygienekontor, qui ouvre à Oslo en avril 1924.

Elle dit un jour : « Tout ce que j'ai accompli, était en l'honneur de ma mère. »